# Samuel Eliot Morison
Samuel Eliot Morison (ur. 9 lipca 1887 w Bostonie, zm. 15 maja 1976 tamże) – amerykański historyk, autor monumentalnej, 15-tomowej pracy History of United States Naval Operations in World War II, odznaczony Medalem Wolności, dwukrotny laureat Nagrody Pulitzera, profesor Harvard University, kontradmirał United States Naval Reserve.

## Życiorys
Samuel Eliot Morison był synem Johna H. Morisona i Emily Marshall Eliot, córki historyka Samuela Eliota, po którym otrzymał swe imiona. Odebrał staranne wykształcenie, kończąc bostońską Noble and Greenough School oraz St. Paul’s School w Concord. W 1908 roku uzyskał bakalaureat na Harvard University. W latach 1908–1909 studiował na École Libre des Sciences Politiques w Paryżu, po czym powrócił na Harvard, gdzie w 1912 roku uzyskał doktorat. Tematem dysertacji było życie i działalność Harrisona Graya Otisa. W latach 1912–1915 był wykładowcą University of California, od 1915 roku ponownie Harvard University, z którym pozostał związany aż do przejścia na emeryturę w 1955 roku, wyjąwszy trzyletni okres pracy jako wykładowca amerykańskiej historii na University of Oxford (1922–1925) oraz służbę podczas obu wojen światowych. W latach 1941–1942 wykładał również na Johns Hopkins University.
W czasie I wojny światowej początkowo był przeciwny włączeniu się Stanów Zjednoczonych do wojny, później służył ochotniczo jako szeregowiec United States Army na terenie kraju. W styczniu 1919 roku został zwolniony z armii i przydzielony do amerykańskiej delegacji na konferencję pokojową w Paryżu jako ekspert do spraw Finlandii i krajów bałtyckich. Pełnił tę funkcję do 17 czerwca 1919 roku. W 1925 roku otrzymał tytuł profesorski na Harvard University. W latach 1939–1940 zorganizował Harvard Columbus Expedition, wyprawę śladami Kolumba na pokładach dwóch żaglowców: barkentyny „Capitana” oraz kecza „Mary Otis”. Przepłynęła ona Ocean Atlantycki do Hiszpanii i z powrotem, odwiedzając wybrzeża wysp karaibskich, odkrytych przez Kolumba. Owocem ekspedycji była biografia Kolumba, Admiral of the Ocean Sea (1942), która przyniosła Morisonowi jego pierwszą Nagrodę Pulitzera w dziedzinie biografii w roku następnym.
Po przystąpieniu Stanów Zjednoczonych do II wojny światowej Morison zaproponował prezydentowi Rooseveltowi napisanie historii operacyjnej US Navy, widzianej oczami uczestnika wydarzeń. Idea ta została zaaprobowana przez Roosevelta oraz Sekretarza Marynarki, którym był wówczas Frank Knox. 5 maja 1942 roku Samuel E. Morison został mianowany komandorem podporucznikiem (Lieutenant Commander) rezerwy marynarki i wcielony do służby. W lipcu i sierpniu towarzyszył dowódcy 13. Dywizjonu Niszczycieli (Destroyer Squadron 13), komandorowi Johnowi B. Heffernanowi w operacjach konwojowych na Atlantyku. Następnie uczestniczył w operacji Torch na pokładzie krążownika „Brooklyn”. Od marca 1943 roku przebywał głównie na Pacyfiku, między innymi na terenie walk o Guadalcanal, towarzysząc wiceadmirałowi Willisowi A. Lee na pancerniku „Washington” oraz kontradmirałowi Waldenowi L. Ainsworthowi na krążowniku „Honolulu” podczas bitwy pod Kolombangarą. Później brał udział w kampanii na Wyspach Gilberta oraz walkach o Mariany. W listopadzie 1944 roku ponownie przepłynął Atlantyk w składzie grupy eskortowej, docierając do Gibraltaru i będąc następnie obserwatorem starć we Włoszech i Francji. W styczniu 1945 roku powrócił do Stanów Zjednoczonych, a w lutym na Pacyfik. Na pancerniku „Tennessee” uczestniczył w walkach o Okinawę. W lipcu 1945 roku powrócił do kraju, w grudniu 1945 roku został awansowany do stopnia komandora (Captain). We wrześniu następnego roku został przeniesiony w stan spoczynku. 1 sierpnia 1951 roku znalazł się na liście emerytowanych oficerów rezerwy, mianowany w uznaniu zasług bojowych kontradmirałem (Rear Admiral, USNR).
Podjął ponownie obowiązki wykładowcy na Uniwersytecie Harvarda, jednocześnie kontynuując pracę nad historią US Navy. Zaowocowała ona piętnastoma tomami History of United States Naval Operations in World War II, wydawanymi w latach 1946–1962 przez Little, Brown & Co. z Bostonu: 
1. The Battle of the Atlantic, September 1939 – May 1943 (1947);
2. Operations in North African Waters, October 1942 – June 1943 (1946);
3. The Rising Sun in the Pacific, 1931 – April 1942 (1948);
4. Coral Sea, Midway and Submarine Actions, May 1942 – Aug 1942 (1949);
5. The Struggle for Guadalcanal, August 1942 – February 1943 (1949);
6. Breaking the Bismarcks Barrier, 22 July 1942 – 1 May 1944 (1950);
7. Aleutians, Gilberts and Marshalls, June 1942 – April 1944 (1951);
8. New Guinea and the Marianas, March 1944 – August 1944 (1953);
9. Sicily – Salerno – Anzio, January 1943 – June 1944 (1954);
10. The Atlantic Battle Won, May 1943 - May 1945 (1954);
11. The Invasion of France and Germany, 1944 - 1945 (1955);
12. Leyte, June 1944 – January 1945 (1956);
13. The Liberation of the Philippines, 1944 - 1945 (1959);
14. Victory in the Pacific, 1945 (1960);
15. Supplement and General Index (1962).

Wprowadzenie do historii napisał komodor Dudley W. Knox, historyk marynarki. W 1963 roku ukazała się skrócona, jednotomowa historia działań US Navy w II wojnie światowej, The Two Ocean War.
Inne wybrane dzieła:
- Life of Harrison Gray Otis (1913);
- Maritime History of Massachusetts (1921);
- Oxford History of the United States (1927);
- Builders of the Bay Colony (1930);
- Tercentennial History of Harvard University (1930–1936);
- Portuguese Voyages to America (1940);
- By Land and By Sea (1953);
- John Paul Jones: A Sailor's Biography (1959);
- Oxford History of the American People (1965);
- Spring Tides (1965);
- »Old Bruin«: A Biography of Commodore Matthew C. Perry (1967).

Za biografię Johna Paula Jonesa otrzymał w 1960 roku drugą Nagrodę Pulitzera. Za The Rising Sun in the Pacific został wyróżniony Bancroft Prize (1949). American Academy of Arts and Sciences uhonorowała go Medalem Emersona-Thoreau, National Institute of Arts and Letters swoim złotym medalem. W 1964 roku został odznaczony Medalem Wolności przez prezydenta Johnsona. Ponadto był odznaczony między innymi Legion of Merit, fińskim Orderem Białej Róży, Orderem Zasługi Republiki Włoskiej oraz hiszpańskim Orderem Izabeli Katolickiej. Był doktorem honorowym wielu uczelni wyższych, w tym: Harvard University (1936), Columbia University (1942), Yale University (1949), University of Oxford (1951), Bucknell University (1960), Boston College (1961); przewodniczącym American Historical Association; członkiem szeregu instytucji naukowych, jak American Philosophical Society, American Academy of Arts and Sciences, British Academy, Królewska Akademia Historii w Madrycie.
Był dwukrotnie żonaty: w 1910 roku ożenił się z Elizabeth S. Greene (zm. 1945), z którą miał czworo dzieci; w 1949 roku z Priscillą B. Shakelford. Zmarł 15 maja 1976 roku w Bostonie. Prochy zostały rozsypane w Northeast Harbor w Maine. Od jego nazwiska pochodzi nazwa fregaty „Samuel Eliot Morison”, typu Oliver Hazard Perry.